# Верџил Грисом
Верџил Ајван Грисом (енгл. Virgil Ivan Grissom), познатији као Гас Грисом (енгл. Gus Grissom; Мичел, 3. април 1926 — Кејп Канаверал, 27. јануар 1967), био је један од оригиналних седам астронаута пројекта Меркјури из 1959. године и тест пилот у Америчком ратном ваздухопловству. Поред Грисома, Меркјури Седам чинили су и Волтер Шира, Алан Шепард (први Американац у свемиру), Доналд Слејтон, Скот Карпентер, Гордон Купер и Џон Глен. Био је други Американац који је полетео у свемир, и први члан астронаутске групе који је летео у свемир два пута, а једном је био и резервни командант. Постхумно је одликован Конгресном свемирском медаљом части. Провео је пет сати у свемиру.

## Биографија

### Рана младост, образовање и војна служба
Грисом је рођен у Мичелу, Индијана, 3. априла 1926. године, као син Дениса Дејвида Грисома (1903—1994) и Сесил Грисом (рођене Кинг; 1901—1995). У младости је био члан Младих извиђача САД и имао је чин Star Scout. Са IQ 145, након завршене средње школе у родном граду 1944, пошао је у војну ваздухопловну службу да би учествовао у Другом светском рату, али се рат завршио пре краја његове обуке, те је млади Гас најпре послат на одсуство током којег се оженио, а потом је отпуштен у цивилство. Дипломирао је машинство на Пердју Универзитету 1950, као и аеромеханику на Технолошком институту АРВ 1956. године. За авијацију се заинтересовао као средњошколац радећи на оближњем аеродрому, а локални адвокат, који је поседовао мали авион, га је научио основама летења и за један долар га возио својим авиончићем.
Иако формално ветеран Другог светског рата, није имао прилике да директно учествује у борбеним дејствима. Ипак, прилика за то указала се већ неколико година касније. Грисом је након завршеног факултета ступио у новоформирано Америчко ратно ваздухопловство, и по успешном окончању летачке обуке, као борбени пилот летео у 100 борбених мисија, летећи на F-86 сејбровима током Корејског рата. Вратио се као одликовани летач и убрзо прешао у пробне пилоте, будући да је завршио курс елитне школе за пробне пилоте при Ратном ваздухопловству САД у ваздухопловној бази Едвардс, Калифорнија. У том својству је и изабран у астронаутски корпус. Уз Алана Шепарда је био формално најобразованији астронаут из селекције Меркјури Седам са две факултетске дипломе.
Током каријере је забележио 4.600 часова лета на разним типовима авиона, од тога више од 3.500 на млазњацима.

### Астронаут
Ако умремо, желимо да људи то прихвате. У ризичном смо послу и ако нам се нешто деси надамо се да то неће одложити програм. Освајање космоса је вредно ризиковања живота.— Гас Грисом
Уз Алана Шепарда једини је амерички астронаут који је обавио суб-орбитални лет, мада је његову мисију пратила та несрећа да му је по слетању и спасавању, летелица потонула у океан. Извлачење са океанског дна уследило је тек 1999. године. То није поколебало Грисома, остао је посвећен космичком програму и марта 1965. командује првом у низу Џемини мисија. Копилот му је био Џон Јанг. У том тренутку Грисом се већ етаблирао као један од најискуснијих астронаута НАСА и по речима његовог непосредног руководиоца и Меркјури колеге Доналда Слејтона, главни је кандидат за првог човека који ће обавити слетање на Месец и ходати по његовој површини.
То се ипак није догодило. Погинуо је заједно са колегама астронаутима Едом Вајтом и Роџером Чафијем, 27. јануара 1967. године током вежбе на лансирној рампи за лет мисије Аполо 1. Имао је 40 година и чин потпуковника. Њихова имена су се нашла на плакети Пали астронаут коју су астронаути Апола 15 оставили на Месечевој површини 1971. године у знак сећања на колеге који су положили своје животе у име освајања космичких пространстава. Грисом и Чафи су сахрањени на Националном гробљу Арлингтон, док је Вајт сахрањен на гробљу Вест Поинт.

### Приватни живот
Оженио се са само 19 година, јула 1945. године, другарицом из детињства, Бети Лавон Мур (1927—2018), са којом је имао два сина, Скота (* 1950) и Марка (* 1953). Члан је неколико кућа славних и носилац бројних друштвених признања, цивилних и војних одликовања, од којих му је одређен део почасти додељен постхумно. У време погибије био је ангажован на писању књиге о програму Џемини.

## Галерија
- Гас Грисом у својој војној униформи, крај педесетих и почетак шездесетих година
- Гас Грисом у Меркјури оделу, 1959. године
- Гас Грисом испред своје летелице, 1961. године
- Гас Грисом уочи свог лета, 1961. године
- Гас Грисом након лета, 1961. године
- Гас Грисом (лево) и колега Милт Томпсон поред ПАРЕСЕВ летелице, 1962. године

- Гас Грисом (лево) и Џон Јанг, 1964. године
- Гас Грисом (лево) са колегама Едом Вајтом и Роџером Чафијем, 1967. године
- Име Гаса Грисома (осми отпозади) на плакети уз фигурицу Палог астронаута на Месецу
- Имена Грисома, Вајта и Чафија на Свемирском меморијалном огледалу
- Гроб Гаса Грисома и Роџера Чафија на Националном гробљу Арлингтон, 2013. година